# Asamblea de Kosovo
La Asamblea de Kosovo (en albanés: Kuvendi i Kosovës; en serbio: Скупштина Косова / Skupština Kosova) es el órgano que ejerce el poder legislativo del gobierno de la República de Kosovo.[a] Fue establecida originalmente en 2001 por la Misión de Administración Provisional de las Naciones Unidas en Kosovo para establecer un autogobierno provisional democrático.
El 17 de febrero de 2008, representantes del pueblo de Kosovo declararon su independencia de Serbia y subsecuentemente adoptaron una constitución, que entró en vigencia el 15 de junio de 2008.

## Miembros
La Asamblea es regulada por la Constitución de la República de Kosovo y cuenta con 120 miembros de los cuales cien votan directamente mientras que el resto son:
- 10 representantes de los serbios.
- 4 asientos para representantes de romaníes y Ashkalíes y egipcios balcánicos.
- 3 asientos para los bosníacos.
- 2 asientos para los turcos.
- un asiento para los goranis.[3]